# Ferrari F138
El Ferrari F138, conocido inicialmente como Ferrari F2013 y a veces denominado por el código de proyecto Ferrari 664, es un automóvil monoplaza construido por Ferrari para competir en la temporada 2013 de F1. Lo conducían los pilotos oficiales de la escudería, Fernando Alonso y Felipe Massa.
El chasis recibió la denominación "F138" para representar el año en el que competiría, 2013, y para señalar la última temporada en la que se emplearían motores V8 en la Fórmula 1.

## Presentación
El F138 fue presentado el 1 de febrero en la sede del equipo en Maranello. A primera vista, destacaban un alerón delantero más elevado y sin el "morro de pato", pontones algo más estrechos y unos escapes revisados.

## Resumen de la temporada

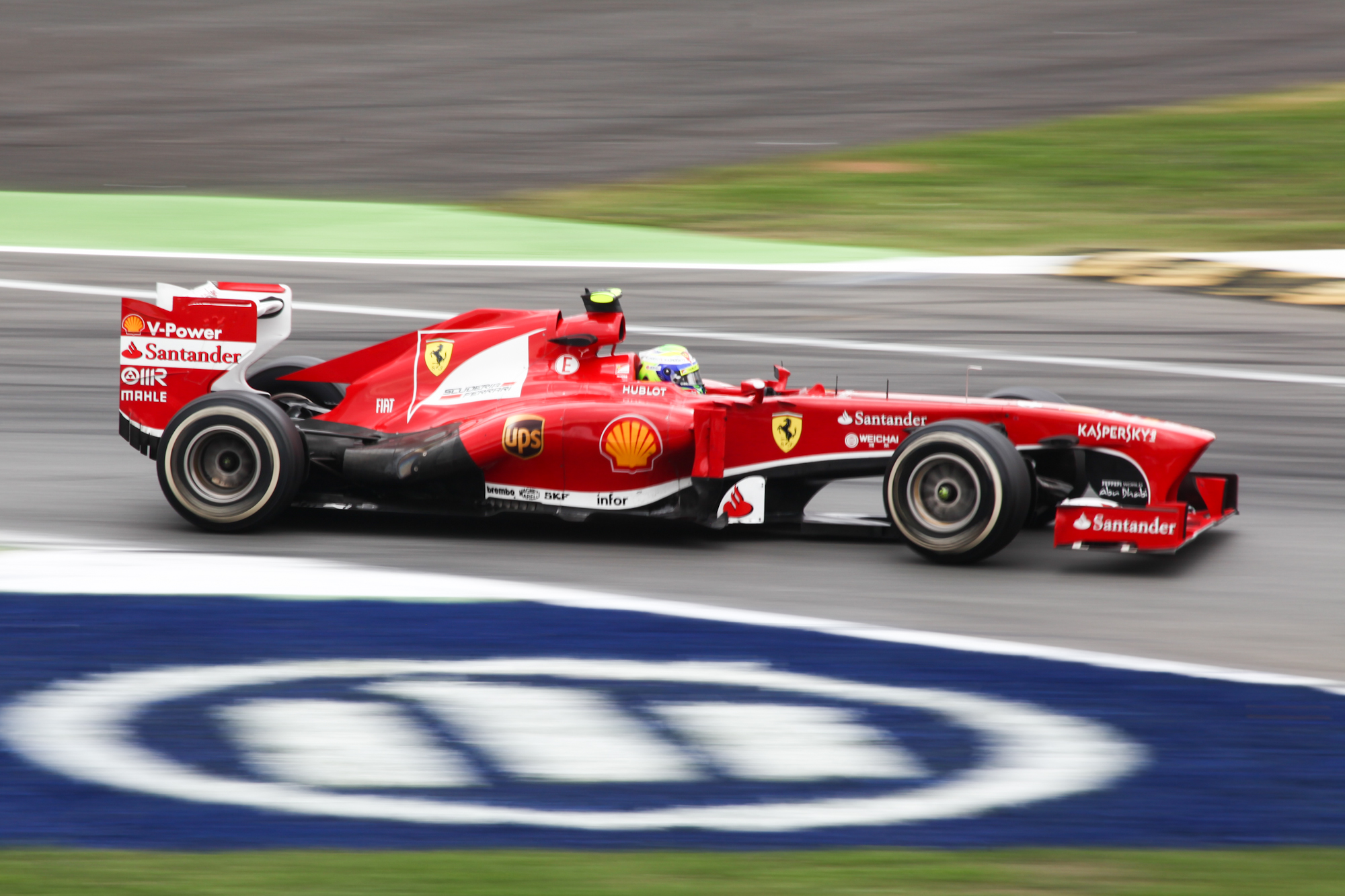
Un F1338

El F138 comenzó la temporada mostrando rapidez, pero ciertos problemas lastraron sus resultados, claramente irregulares. Así, tuvo un notable debut en Australia, mostrando un gran ritmo de carrera que permitió a Alonso terminar 2.º y a Massa 4.º. Pero las cosas no salieron bien en Malasia, donde un error estratégico hizo abandonar a Alonso y Massa perdió comba para terminar en 5.º lugar. Ferrari volvió a demostrar su potencial en Shanghái, donde Alonso venció con cierta solvencia y Massa fue 6.º. La mala suerte volvió a asolar a la Scuderia en Baréin, donde un problema con el DRS dejó a Alonso en desventaja y solo pudo ser 8.º, mientras Massa sufrió un pinchazo y terminó fuera de los puntos. En Montmeló, Ferrari volvió por sus fueros y colocó a sus dos hombres en el podio, con Alonso ganador y Massa 3.º. Pero en Mónaco las cosas fueron distintas, ya que el coche no tuvo el ritmo y Alonso a duras penas logró puntuar, mientras Massa tuvo un accidente. En el GP de Canadá Alonso quedó 2.º haciendo una gran remontada desde un 6.º puesto, mientras que Massa fue 8.º. En el GP de Gran Bretaña, Fernando volvió a hacer podio quedando 3.º y Massa terminó en 6.º lugar. En Alemania Alonso quedó 4.º con una estrategia arriesgada, pero Massa abandonó por un problema en el motor. En cambio, en Hungría, el F138 mostró un bajo rendimiento: Alonso a duras penas pudo quedar 5.º y Massa fue 8.º, comenzando a quedar patentes los problemas de desarrollo. En Bélgica el F138 fue más competitivo y ayudó a que Alonso hiciera una gran remontada desde el 9.º puesto en parrilla hasta el 2.º lugar, volviendo al podio, y Massa quedó 7.º. En el Gran Premio de Italia Alonso hizo podio por segunda vez consecutiva, quedando 2.º, y Massa fue 4.º. Alonso repitió ese 2.º lugar en Singapur y Massa acabó 6.º.

## Resultados

### Fórmula 1
(Clave) (negrita indica pole position) (cursiva indica vuelta rápida)

| Año  | Motor      | Neu. | N.º | Pilotos         | 1   | 2   | 3   | 4   | 5   | 6   | 7   | 8   | 9   | 10  | 11  | 12  | 13  | 14  | 15  | 16  | 17  | 18  | 19  | Puntos | Pos. |
| ---- | ---------- | ---- | --- | --------------- | --- | --- | --- | --- | --- | --- | --- | --- | --- | --- | --- | --- | --- | --- | --- | --- | --- | --- | --- | ------ | ---- |
| 2013 | 056 2.4 V8 | P    |     |                 | AUS | MYS | CHN | BHR | ESP | MON | CAN | GBR | GER | HUN | BEL | ITA | SIN | RCO | JPN | IND | ABU | USA | BRA | 354    | 3.º  |
| 2013 | 056 2.4 V8 | P    | 3   | Fernando Alonso | 2   | Ret | 1   | 8   | 1   | 7   | 2   | 3   | 4   | 5   | 2   | 2   | 2   | 6   | 4   | 11  | 5   | 5   | 3   | 354    | 3.º  |
| 2013 | 056 2.4 V8 | P    | 4   | Felipe Massa    | 4   | 5   | 6   | 15  | 3   | Ret | 8   | 6   | Ret | 8   | 7   | 4   | 6   | 9   | 10  | 4   | 8   | 13  | 7   | 354    | 3.º  |